# (3280) Grétry
(3280) Grétry – planetoida z pasa głównego asteroid okrążająca Słońce w ciągu 4 lat i 54 dni w średniej odległości 2,58 j.a. Została odkryta 17 września 1933 roku w Observatoire Royal de Belgique w Uccle przez Fernanda Rigaux. Nazwa planetoidy pochodzi od André Grétry (1741–1813), niderlandzkiego kompozytora operowego. Przed nadaniem nazwy planetoida nosiła oznaczenie tymczasowe (3280) 1933 SJ.